# Al-Kamil Schaban I.

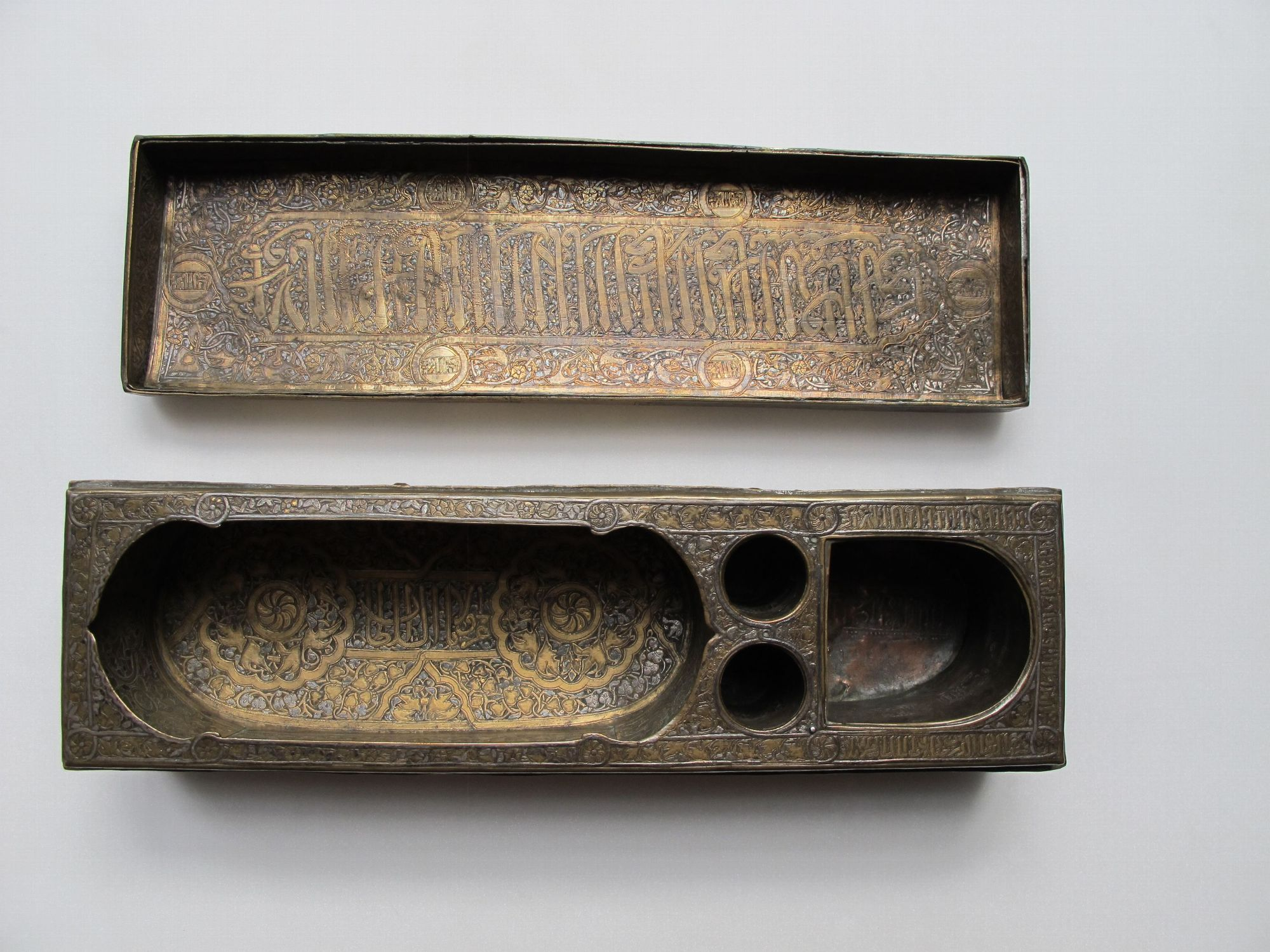
Schreibutensilien von al-Kamil Schaban

Al-Malik al-Kamil Saif ad-Din Schaban (I.) ibn Muhammad (arabisch الملك الكامل سيف الدين شعبان بن محمد, DMG al-Malik al-Kamil Saif ad-Dīn Šaʿbān b. Muḥammad; * um 1328; † 1346 in Kairo) war 1345–1346 Sultan der Mamluken in Ägypten.
Kurz vor seinem frühzeitigen Tod im August 1345 hatte Sultan as-Salih Ismail seinen etwa siebzehnjährigen Bruder Schaban zu seinem Nachfolger ernannt. Eine der führenden Persönlichkeiten während al-Kamil Schabans nur wenig mehr als ein Jahr dauernden Regierungszeit war Arghun al-Alai (al-ʿAlāʾī), ein Mamluk niederen Ranges aus dem Dschamdariyya-Gardekorps. Arghun war nicht einmal Emir, besaß jedoch einen Ruf als effizienter Administrator. Überdies hatte er die Mutter von as-Salih Ismail und Schaban II. nach deren Scheidung von Sultan an-Nasir Muhammad I. geheiratet und agierte fortan als lala (eine Art Tutor) der beiden jungen Prinzen. Trotz Arghuns großem Einfluss hatte Schaban einen unabhängigen, allerdings wenig sympathischen Charakter. Er pflegte zu sagen: „Mein Name ist nicht Šaʿbān, sondern Ṯuʿbān (d. h. Schlange)“ und wurde später von seinen Widersachern der Trunkenheit, Grausamkeit und Trägheit bezichtigt.
Die Hofeunuchen blieben, wie bereits unter Ismail, sehr einflussreich. Darüber hinaus sah sich Arghun in seiner Autorität von Ghurlu, einem auf Finanzverwaltung spezialisierten Emir, herausgefordert. Da auch Schaban, genauso wie sein Vorgänger, mit finanziellen Problemen zu kämpfen hatte, entschied sich Ghurlu, die Steuereinnahmen auf Armeeländereien an den Meistbietenden zu verkaufen, egal ob der Käufer selbst ein Militär war oder nicht.
Im Jahre 1346 revoltierte der Vize-Sultan in Damaskus, Yalbugha al-Yahyawi, gegen die Macht der Emire in Kairo und gegen willkürliche Verhaftungen und Hinrichtungen einiger Emire in Ägypten. Bestärkt wurde er in dieser Rebellion durch Gerüchte, wonach sich einerseits Prinz Haddschi gegen seinen Halbbruder, den Sultan, aufgelehnt hätte, und er andererseits selbst das nächste Opfer von Schaban sein sollte. Yalbughas Revolte wiederum veranlasste ägyptische Emire wie z. B. Maliktimur al-Hidschazi, den Sultan abzusetzen. Schaban wurde nach seiner Entthronung im September 1346 eilig ins Gefängnis gesteckt und auch Arghun starb wenige Jahre später in Gefangenschaft. An Schabans stelle wurde nun sein Halbbruder Haddschi (I.) zum Sultan erhoben.